# Association sportive Nika

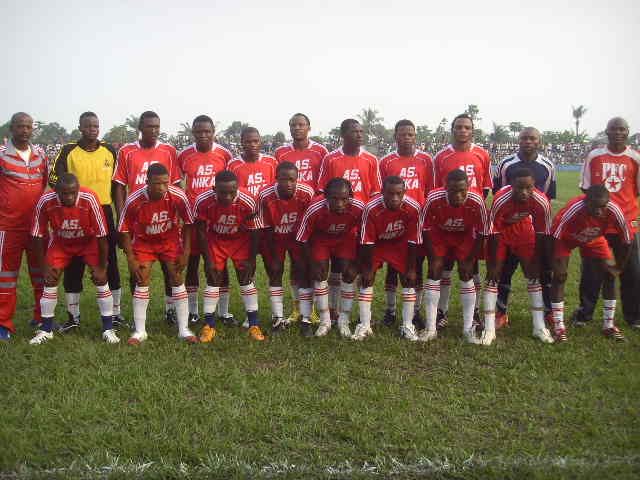
L'équipe de l'AS Nika en 2010.

Maillots
Actualités
L'AS Nika est un club congolais de football basé à Kisangani dans la Province Orientale.

## Histoire
L’Amicale et/ou l’Association sportive Nika “AS Nika” en sigle, fut fondée en 1955 par les élèves de Frères Maristes de Buta, une cité de la Région du Bas-Uélé en Province Orientale, venus étudier à Kisangani. C’est ainsi qu’il opta comme dénomination de l’équipe “FC Rubi” (nom de la rivière qui symbolise leur origine et qui se retrouve à l’entrée de la cité de Buta), équipe qui fut dirigé par Monsieur Rashidi, considéré comme premier président du Club (un ancien de la Direction des Douanes/Kisangani d’heureuse mémoire).  
Après leurs études à Kisangani, l’équipe a changé d’appellation et elle est devenue Football Club Dieterein que l’opinion sportive a pu déformer la prononciation en appelant DU TERRAIN, avec comme à la tête du Club Monsieur D'Ieteren, responsable du garage VW à Kisangani à l’époque.
En 1962, l’Équipe fut dirigé par un responsable de l’Institut national de la sécurité sociale, INSS, de nouveau les sportifs sans une déclaration officielle de cette institution commencera d’eux-mêmes à appeler l’équipe sous le nom de l’INSS.
En 1965, l’équipe portera le nom d’Espoir avant qu’elle devienne vers 1967 Electronic, dirigée par un groupe des fonctionnaires de Poste-Téléphones-Télécommunications (PTT), entre autres les conseillers Kabeya et Kaleta…
En 1972 avec la politique de recours à l’authenticité établie par feu le président Mobutu, l’équipe opta pour le nom de Nika en swahili, qui signifie Poisson électrique, nom proposé par l’ancien secrétaire sportif Benjamin Kalemo, d’Heureuse harmonie.
Et depuis ces années, le club a gardé la dénomination de l'AS Nika.

## Palmarès
- LIFPO : 
  - Vainqueur : 2006, 2010

## Personnalités du club

### Présidents
- août 2014 :  Mike David Mokeni
- Dédoche Lusangi
- Thama Bobo Doucouré

### Entraîneurs
- Luc Mawa N'Kumu
- Pierre Mwana Kasongo
- Ambroise Luende
- Amisi Kirero
- 2014 :  Mankour Boualem